# 중완구
중완구(中碗口)는 보물 제858호로, 진주시 남성동 171-1 국립진주박물관에 있다. 전장은 64.5cm, 통장은 20.5cm, 약실장은 44cm이며 구경은 23.5cm, 외경은 27.1cm(청동)이다.
원래 이 완구는 일명 댕구라고도 하지만 최초에는 화통완구 또는 총통완구라고도 한 유통식(포구에 화약과 발사물을 장전함) 화구의 일종이다. 이는 이미 조선 초 태종 때 최해산(1380년∼1443년)이 제작하여 시방하였다는 기록을 볼 수가 있고 그 후 세종 즉위년(1418년) 8월에는 대마도 경차관 이예(李藝)가 돌아오면서 그곳에서 수철제(水鐵製) 화통완구를 가져다 재래의 동제(銅製)완구를 개량하려고 하였지만 뜻을 이루지 못하였다가 동왕 4년(1442년) 8월에 이르러 전국 해안에 연대(烟臺)를 증축하고 수철제완구를 보급하는 조치가 이루어졌다. 이 중완구는 명문으로 보아 선조 23년(1590년) 9월에 함경도 고주포영에서 화포장 이물금(李物金)에 의해 주조되었고 또한 여기에 비격진천뢰(飛擊震天雷)를 발사하면 그 사정(射程)은 400m에 미친다고 하였다.

## 참고 문헌
- 이 문서에는 다음커뮤니케이션(현 카카오)에서 GFDL 또는 CC-SA 라이선스로 배포한 글로벌 세계대백과사전의 내용을 기초로 작성된 글이 포함되어 있습니다.